# Felix Kreutzer (Maler)

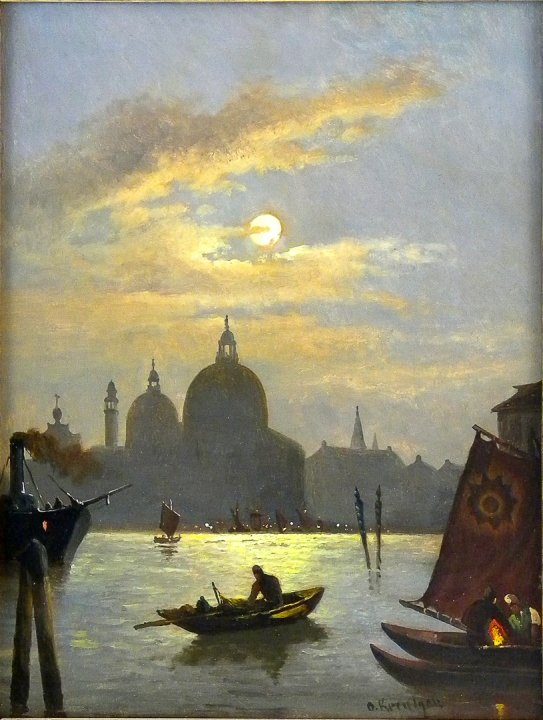
Mondnacht in Venedig

Felix Kreutzer (* 1835 in Düsseldorf; † 7. April 1876 ebenda) war ein deutscher Landschaftsmaler der Düsseldorfer Schule.

## Leben
Von 1851 bis 1858 studierte Kreutzer, Sohn des Marburger Malers und Lithografen Gustav Creuzer, an der Kunstakademie Düsseldorf Malerei. Josef Wintergerst, Karl Ferdinand Sohn, Rudolf Wiegmann und Hans Fredrik Gude waren dort seine Lehrer. In der Landschafterklasse Gudes hielt sich Kreutzer von 1854 bis 1858 auf. Kreutzer unternahm Studienreisen in die Niederlande und an den Rhein. Als Stimmungsmaler bevorzugte er romantische Landschaftsmotive in abendlichem oder nächtlichem Licht. 1860 nahm er an einer Akademie-Ausstellung in Berlin teil, in den Jahren 1854 bis 1864 stellte er im Rheinischen Kunstverein zu Mainz aus. 1881 wurde in Düsseldorf sein Sohn Adolph geboren, der ebenfalls ein Landschaftsmaler der Düsseldorfer Schule wurde.

## Werke (Auswahl)
- Kuhhirten am Bach eines romantischen Tals, 1855
- Sommertag, 1856
- Hafeneinfahrt bei Mondschein, 1860
- Holländische Jahrmarktszene im Mondschein, 1866
- Ruine einer gotischen Kapelle bei nächtlichem Vollmond, 1868
- Romantische Berglandschaft bei hellem Vollmond, 1873
- Seelandschaft im Gebirge, 1876
- Holzfäller mit Fuhrwerk in einer Winterlandschaft, 1876